# Szabó Bence (labdarúgó, 1990)
Szabó Bence (Budapest, 1990. január 10. –) labdarúgó, csatár, jelenleg klub nélkül, legutóbb a Mosonmagyaróvár játékosa volt. A 2009-es év második felét kölcsönben Angliában töltötte a Wolverhampton csapatánál.
Az olimpiai bajnok Szabó Bence fia.

## Sikerei, díjai
- Magyar bajnokság
  - 2.: 2008–09